# إغناثيو يوريبا
إغناثيو يوريبا (بالإسبانية: Ignacio Uribe)‏ (27 ديسمبر 1933 في إسبانيا - ) هو لاعب كرة قدم إسباني في مركز الهجوم. شارك مع منتخب إسبانيا لكرة القدم. أما مع النوادي، فقد لعب مع أتلتيك بيلباو وسوسيداد ديبورتيبا إنداوتخو.

## وصلات خارجية
- إغناثيو يوريبا على موقع قاعدة بيانات كرة القدم.إي يو (الإنجليزية)
- إغناثيو يوريبا على موقع عالم كرة القدم.نت (الإنجليزية)